# 高橋鮎生
高橋 鮎生（たかはし あゆお、Ayuo、1960年10月19日 - ）は日系アメリカ人の作曲家。ギター、ブズーキ、ウクレレ奏者。歌手。現在はAyuo名義で音楽活動をしている。東京生まれ。Eugene Takahashiとも名乗っている。

## 略歴
幼少期を両親とともに、ドイツの西ベルリン、スウェーデンのストックホルム、アメリカ合衆国のニューヨーク州で生活。実の父の高橋悠治は現代音楽の作曲家であり、ヤニス・クセナキスの『ヘルマ』初演やジョン・ケージの『ソナタとインターリュード』の録音で知られる現代音楽のピアニストでもある。
1966年、両親とともにニューヨークに移住。この頃に両親は別居生活をしてから1969年に正式に離婚。実母はイラン系のアメリカ人マンスール・マレクプールと結婚。彼はイラン国王の宮廷で伝統的なペルシャ音楽を演奏していた家系の出身だった。このことが鮎生にペルシャの伝統音楽を聴く機会を与え、鮎生の音楽にも永続的な影響を残すことになった。鮎生は継父のマンスール・マレクプールと共に1960年代のニューヨーク在住の頃、アメリカのサイケデリック・ロックや、イギリスのプログレッシブ・ロックを聴いて育った。鮎生は後に、継父と共に過ごした時代が最も幸せで、鮎生の音楽や音楽劇の作品に重要な影響を与えることになったと自伝の『アウトサイド・ソサエティ』や彼のエッセイやウェブサイトで書いている。
小学生の頃から横尾忠則、アンディ・ウォーホル、三島由紀夫、勅使河原宏、オノ・ヨーコと出会う。ボブ・ディランやギル・エヴァンスの子供たち、ソーホーやグリニッジ・ヴィレッジに住むアーチスト、音楽家の子供たちと交流していた。1960年代のサイケデリック文化にはじまり、ピーター・ガブリエル、ジョニ・ミッチェル、ルー・リード、ジョン・ケイルたちの音楽や、中世吟遊詩人音楽などの大きな影響のもと、音楽と文学や哲学を総合したものを構想するようになる。
1975年、鮎生が日本にいる父親を訪ねている間に、母親と継父が別居し、鮎生は日本で暮らすことを余儀なくされた。これについては公式サイト内の文章や2018年に月曜社から出版された自伝『アウトサイド・ソサエティ』に詳しく書いてある。1976年に最初の音楽活動を始めたことも、彼のウェブサイトで詳しく語られている。
1977年頃から本格的に音楽家として活動開始。1979年に灰野敬二のグループ「不失者」にメンバーとして参加し、また1970年代の日本における「フリー・ミュージック・シーン」の最後の時期に、多くの音楽家と即興演奏を行う。
1984年、EPIC・ソニーからデビュー・アルバム『カルミナ』を発表した。篠山紀信が鮎生の音楽をシノラマ（篠山紀信の写真を「パノラマ」として見せるショー）に使って、その試写会に坂本龍一、ミディの社長となった大倉博を招聘したことがミディと契約するきっかけを作った。
1984年にミディに移籍して1984年から1986年にかけて『ノヴァ・カルミナ』を含む3枚のアルバムを発表以来、坂本、ピーター・ハミル、ダニー・トンプソン、マディ・プライヤー、小杉武久、カルロス・アロマー、ジョン・ゾーン、 ビル・ラズウェル、デイヴ・マタックス、ヤドランカ、太田裕美、上野洋子、クライヴ・ディーマー、巻上公一、大熊ワタル、高橋アキ、御喜美江、沢井一恵他多くの日本の伝統音楽家など、多彩な顔ぶれと共演し、18数枚のソロ・アルバムをメジャー・レーベルなどでリリースしている。ジャンルとしては、ニュー・クラシックスから前衛サイケデリックやワールド・ミュージックまでを含む。
また、映画、バレエ、コンテンポラリー・ダンス、演劇などの音楽も手がけている。2002年に日本の映画監督、李相日が監督した『ボーダーライン』では、音楽のほとんどを鮎生が一人で演奏している。
東大寺正倉院に残された楽譜をロックと融合した『ソングス・フロム・ア・ユーラシアン・ジャーニー』（1997年）、能の演目として有名な『井筒』に自作のメロディを付けた『Izutsu』（2000年）など、精力的に活動している。21世紀にはTZADIKレーベルから3枚のCDがアメリカでリリースされている。
2018年、初の著書「アウトサイド・ソサエティ」を書籍とCDで発売。
2020年、自身の曲『ながれる』を含むアルバム『環境音楽』は米グラミー賞にノミネートされた。
ダンスや演劇的な要素を混合した音楽劇や室内楽の作品が増えている。今はayuo.bandcamp.comでも、過去の音源を含めて自作が発表されている。

## 音楽
鮎生の音楽には独特のスタイルがある。ワールドミュージック、フリー・インプロヴィゼーション、ニューエイジ、サイケデリック、アヴァン・ポップ、エレクトロニカ、クラシックの伝統をバランスよく取り入れた音楽を創作することができ、Tzadikの1stアルバムでは、「日本で最も謎めいた人物の一人」と紹介された。
また、サティ、ドビュッシー、ワーグナー、ラヴェル、武満徹、その他のクラシック作曲家の作品をユニークにアレンジしている。
Ayuo作曲『ユーラシアン・タンゴ』に英国のサー・リチャード・アルストン・ダンス・カンパニーのマーティン・ローランスが振付を担当してヨーロッパでツアーをした。

## 作詞
鮎生の歌詞は、人間関係、特に異文化間や男女間の難しさをテーマにしたものが多い。彼の歌詞には、科学的、文学的、歴史的な言及がしばしば含まれる。道元、ルーミー、カザンザキスなど、日本、中東、ヨーロッパの哲学者の文章を用いることも多い。彼の音楽劇のうち2曲は、世阿弥による中世日本の能楽を題材にしている。また、マルグリット・デュラスの「青い目、黒い髪」を題材にした作品もある。ハワイのペレとヒイアカの物語や、古代インドの太陽神の物語など、神話をテーマにした曲もある。鮎生はCDのライナー・ノーツに、世界神話や比較宗教学者のジョセフ・キャンベルやカール・ユンクからの影響を受けたとよく書いている。

## 関連人物
- 高橋悠治 - 実父。
- 上野洋子 - 『ヘヴンリィ・ガーデン・オーケストラ』『ソングス・フロム・ア・ユーラシアン・ジャーニー』『EARTH GUITAR - 千の春の物語』『絵の中の姿』にゲスト参加。
- EPO - 『ソングス・フロム・ア・ユーラシアン・ジャーニー』にゲスト参加、2曲でリード・ボーカル担当。
- 大熊亘 - シカラムータのクラリネット奏者。『EARTH GUITAR - 千の春の物語』にゲスト参加。ライブでも度々共演。
- 太田裕美 - 『EARTH GUITAR - 千の春の物語』にゲスト参加。『Red Moon』はAyuoと太田裕美の連名で発表。
- 桜井真樹子 - 声明の歌手。『Izutsu』に全面参加。
- 灰野敬二 - 1979年に灰野敬二のグループ、不失者になる。その後も親交が深い。
- bice - ライヴで度々共演。Ayuoは、biceの作詞を手伝ったこともある。
- カルロス・アロマー - デヴィッド・ボウイとの活動で有名なギタリスト。『SILENT FILM』にゲスト参加。
- ジョン・ゾーン - 彼が運営するレーベルTZADIKから、Ayuoの『Izutsu』『Red Moon』『AOI』を発表。
- ダニー・トンプソン - 元ペンタングル。『ソングス・フロム・ア・ユーラシアン・ジャーニー』にゲスト参加。
- デヴィッド・ロード - ピーター・ガブリエルとの活動で有名なプロデューサー、キーボーディスト。『ノヴァ・カルミナ』をAyuoと共同プロデュース。
- ピーター・ハミル - ヴァン・ダー・グラフ・ジェネレーターのリーダー。『ノヴァ・カルミナ』『ソングス・フロム・ア・ユーラシアン・ジャーニー』『EARTH GUITAR - 千の春の物語』にゲスト参加。
- マディ・プライアー - スティーライ・スパンのボーカリスト。『ノヴァ・カルミナ』にゲスト参加。
- ヤドランカ - 『STONED』『絵の中の姿』にゲスト参加。

## ディスコグラフィー

### アルバム

#### 2020年までのVinylあるいはCD
- 『カルミナ』 - Carmina (1984年)
- 『SILENT FILM』 - Silent Film (1985年)
- 『しずかにおきてごらん』 - Shizukani Okitegoran (1985年) [注釈 1]
- 『メモリー・シアター』 - Memory Theatre (1985年)
- 『ノヴァ・カルミナ』 - Nova Carmina (1986年)
- 『SWITCH ON』 - Switch On (1989年) ※くじら、カトゥラトゥラーナとのコンピレーション
- 『青い眼、黒い髪』 - Blue Eyes, Black Hair (1995年)
- 『プライヴェート・テープス1985 - 1995』 - Private Tapes 1985-1995 (1995年)
- 『ヘヴンリィ・ガーデン・オーケストラ』 - Heavenly Garden Orchestra (1995年)
- 『ソングス・フロム・ア・ユーラシアン・ジャーニー』 - Songs from a Eurasian Journey (1997年)
- 『イースタン・トラディション』 - Eastern Tradition (1998年)
- 『EARTH GUITAR - 千の春の物語』 - Earth Guitar (2000年)
- Izutsu (2000年[14]) ※アメリカ合衆国からのリリース (TZADIK)
- 『STONED』 - Stoned (2002年)
- Red Moon (2004年) ※アメリカ合衆国からのリリース (TZADIK[注釈 2])
- AOI (2005年) ※アメリカ合衆国からのリリース (TZADIK)
- 『絵の中の姿』 - E No Naka No Sugata (What We Look Like In The Picture) (2006年)
- 『dna』 - dna (2009年)
- 『Outside Society』Outside Society  - (2019年)

#### 2020年以後のayuo.bandcamp.com
- Liner Notes for ayuo.bandcamp.com[注釈 3]
- Compilation Part 2 ROCK MUSIC
- Compilation Part 1 Ambient and Classical Music
- Ayuo and Makiko Sakurai Duo - Izutsu and Tang Dynasty Music
- White Time - Music for Theater
- Animation and Electronica
- OEDIPUS REX: A Musical
- Bouzouki Rock And Jazz
- The Day The Second World War Ended第二次世界大戦の終わった日、僕はここにいた
- ★Open Tuning Guitar Songs
- ★Classical Japanese Poetry Set to Original Songs
- Rok Opera - Blue Eyes Black Hair
- Japanese Folk Songs For A Rock Band
- Beyond Progressive Rock
- Early Spring - Kankyo Ongaku - Ambient Music
- Borderline Rock Music
- Music For Harp, Bouzouki, and String Instruments
- Face of Another - Songs by Toru Takemitsu 武満徹, Arranged by Ayuo
- Piano Compositions by Ayuo performed by Yuji Takahashi ピアノ組曲の演奏：高橋悠治
- Experimental Music/ Graphic Notation 実験音楽・図形楽譜の音楽
- Ambient Guitar アンビエント・ギター
- Dark Beauty
- 心はいつも家なき子　At Heart I Am A Child With No Home
- A World Not So Perfect
- Outside Society

#### シングル
- 「SONG OF SONGS」 - "Song Of Songs / Heavenly Blue" (1996年)

#### プロデュース・アルバム
- 沢井一恵: 『目と目』 - Me to Me (Eye to Eye) (1988年)

## 日本語で書かれた本
- 『OUTSIDE SOCIETY(アウトサイド・ソサエティ):あるサイケデリック・ボーイの音楽遍歴 』単行本 – 2018/10/3　AYUO(高橋鮎生) (著) 出版社：月曜社 ISBN 978-4865030648